# Geopark Ruhrgebiet

Logo des Geoparks Ruhrgebiet

Seit November 2006 ist der GeoPark Ruhrgebiet als Nationaler Geopark Deutschlands zertifiziert. Der GeoPark Ruhrgebiet ist weltweit der erste Geopark in einem urbanen Ballungsgebiet, der die Montangeschichte einer Region als zentrales inhaltliches Thema aufgreift. Die fachliche Betreuung des GeoParks Ruhrgebiet wird vom Verein „GeoPark Ruhrgebiet e. V.“ übernommen. Der Verein koordiniert geowissenschaftliche, montanhistorische und touristische Aktivitäten im Gebiet des GeoParks.

## Kurzbeschreibung
Der GeoPark Ruhrgebiet umfasst eine Fläche von 4500 km² im Grenzbereich zwischen dem Bergischen Land, dem Münsterländer Becken und dem Niederrhein. Das Gebiet des Geoparks umfasst das gesamte Territorium des Regionalverbands Ruhr und greift im Südwesten (mit den Gemeinden Issum und Rheurdt sowie den Städten Kempen und Krefeld), im Nordosten (mit der Stadt Ahlen) und im Südosten (mit den Städten Iserlohn, Menden und Hemer) darüber hinaus.
Unter dem Dach des Geoparks pflegen eine große Zahl von lokalen Einrichtungen und Initiativen das geologische Erbe des Ruhrgebiets und vermitteln das Wissen darüber in die Öffentlichkeit.  

## Geschichte
Der GeoPark Ruhrgebiet (bzw. sein Trägerverein) wurde am 26. Mai 2004 vom Geologischen Dienst Nordrhein-Westfalen und vom Regionalverband Ruhr (damals Kommunalverband Ruhrgebiet) gegründet. Bereits zwei Jahre später war der Geopark mit seiner Organisation, mit der Präsentation wesentlicher geologischer Sehenswürdigkeiten sowie der Herstellung der erforderlichen Print- und Onlinepublikationen so weit entwickelt, dass er im November 2006 als Nationaler GeoPark zertifiziert werden konnte.
Im 2008 richtete der GeoPark in Bochum die Jahrestagung des Oberrheinischen Geologischen Vereins aus, 2010 in Hagen die Internationale Geotop-Tagung der Fachsektion Geotope und Geoparks der DGGV.
2013 wurde das im Jahr zuvor entdeckte bedeutende Spurenfossil des Ichniotherium praesidentis – die Tierfährte des später „Fährtinand“ getauften Ursauriers – in Bochum-Stiepel geborgen und zur wissenschaftlichen Untersuchung in das Deutsche Bergbau-Museum Bochum gebracht.  
Zum zehnjährigen Geopark-Jubiläum im Jahr 2014 wurde das Infozentrum des Geoparks auf der Zeche Nachtigall in Witten-Bommern eröffnet, das dort einen Teil des LWL-Industriemuseums Zeche Nachtigall bildet. 
2018 fand der Festakt zur Taufe des Gesteins des Jahres 2018 (Steinkohle) im Geopark Ruhrgebiet statt, 2022 die zweite Geotop-Tagung der Fachsektion Geotope und Geoparks der DGGV.

## GeoRoute Ruhr
Die GeoRoute Ruhr – durch das Tal des Schwarzen Goldes ist eine geotouristische Wanderstrecke entlang des Ruhrtals zwischen Schwerte im Osten und Mülheim (Ruhr) im Westen.
Der 180 km lange Wanderweg wurde am 18. September 2010 eröffnet.
Mehr als 20 bereits bestehende Bergbau- und geologische Wanderwege sowie zahlreiche weitere Einzelgeotope, Industriedenkmäler und kulturhistorische Sehenswürdigkeiten verknüpfen die GeoRoute Ruhr zu einer langen Wanderstrecke mit drei Varianten:
- Hauptroute (Mülheim an der Ruhr – Schwerte)
- Mittelroute (Bochum-Stiepel – Witten-Bommerholz)
- Südroute (Hattingen-Isenberg – Wetter-Voßhöfen)

Des Weiteren bestehen noch andere Teilstrecken wie der Rundwanderweg Geopfad Kaisberg oder als Schaupunkte der Steinbruch Deilbachtal bzw. das Geologische Profil im Löwental, die durch Sponsoring des Reiseveranstalters Wikinger Reisen ermöglicht wurden.

## GeoRoute Lippe
Im April 2017 wurde die GeoRoute Lippe eröffnet. Die geotouristische Themenradroute verbindet Ahlen im Osten und Sonsbeck im Westen im nördlichen Teil des GeoPark Ruhrgebiet. Die Hauptstrecke hat eine Länge von 230 km. Hinzu kommen zwei Varianten von 40 km (Lünen – Bergkamen) und 25 km (Dorsten – Hünxe). Die Route erschließt über 140 GeoStopps (Einzelgeotope, Industriedenkmäler, Betriebe der Steine- und Erdenindustrie, Gebäude aus lokalen Gesteinen, Museen) und bestehende landschaftskundliche Lehrpfade.

## Sehenswürdigkeiten
Der Nationale GeoPark Ruhrgebiet kann einige geologische Sehenswürdigkeiten von überregionaler Bedeutung aufweisen. Allein drei nationale Geotope liegen im Gebiet des GeoParks: Die „Wiege“ des Steinkohlenbergbaus, das Muttental in Witten, die Fossilfundstelle Ziegeleigrube Vorhalle in Hagen sowie die Karstlandschaft Felsenmeer in Hemer. Von überregionaler Bedeutung ist außerdem die Kluterthöhle in Ennepetal, die sich als Karsthöhle in einem Kalkriff aus dem Devon gebildet hat und in der entsprechend für Riffe typische marine Fossilien zu sehen sind.

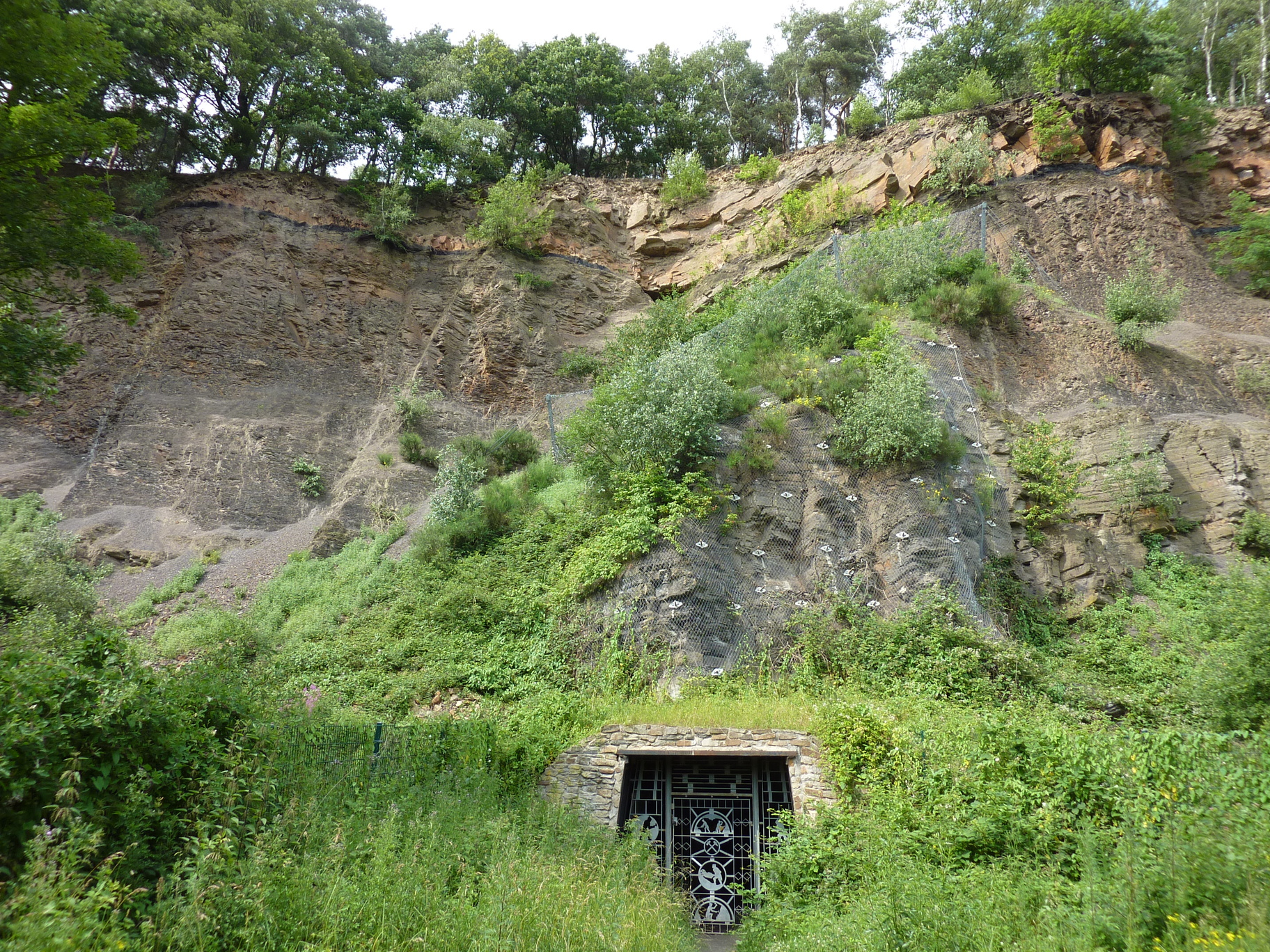
Steinbruch Muttental mit Stollen der Grube Nachtigall
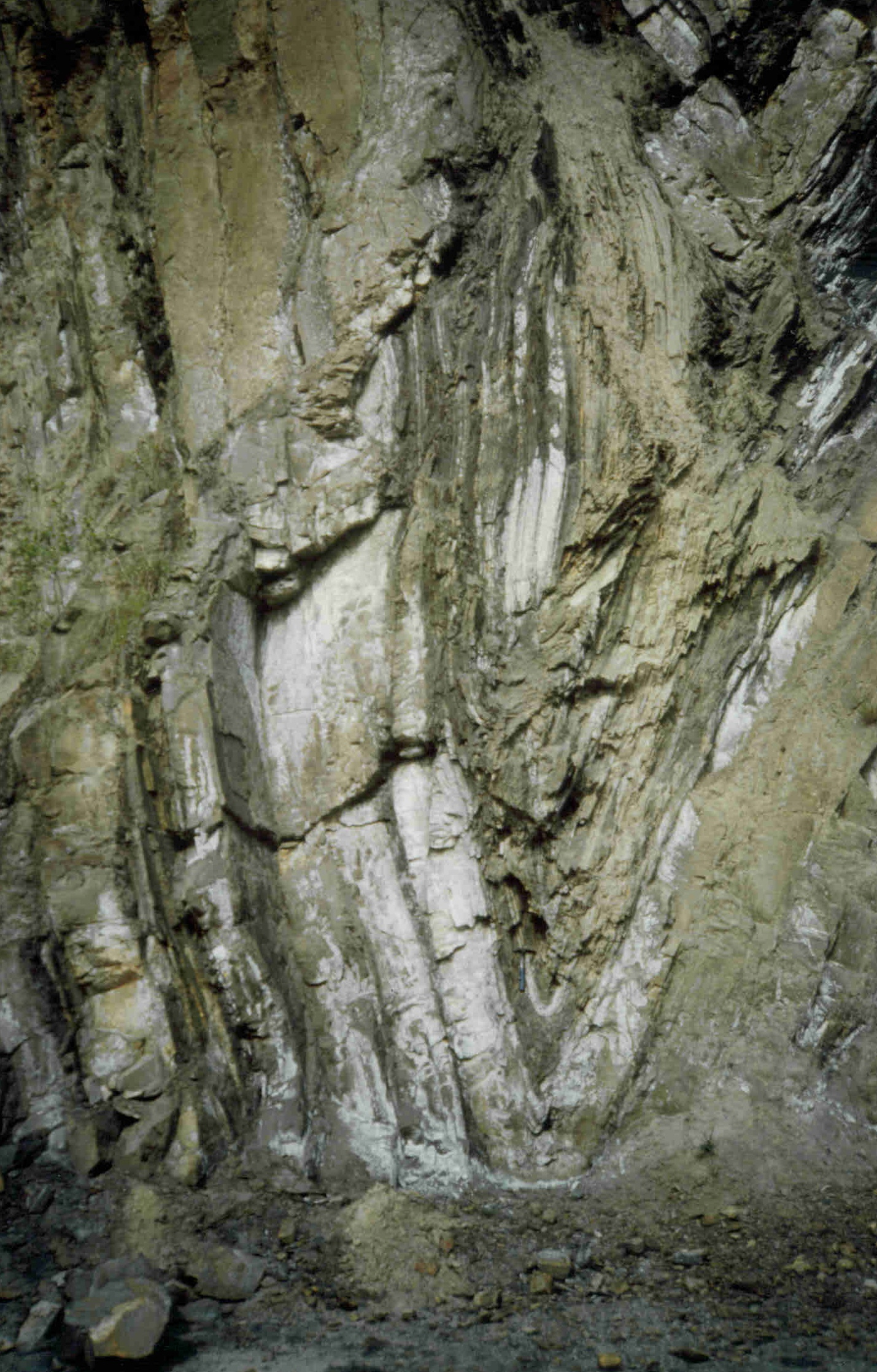
Spitzfalte im Steinbruch Hagen-Vorhalle
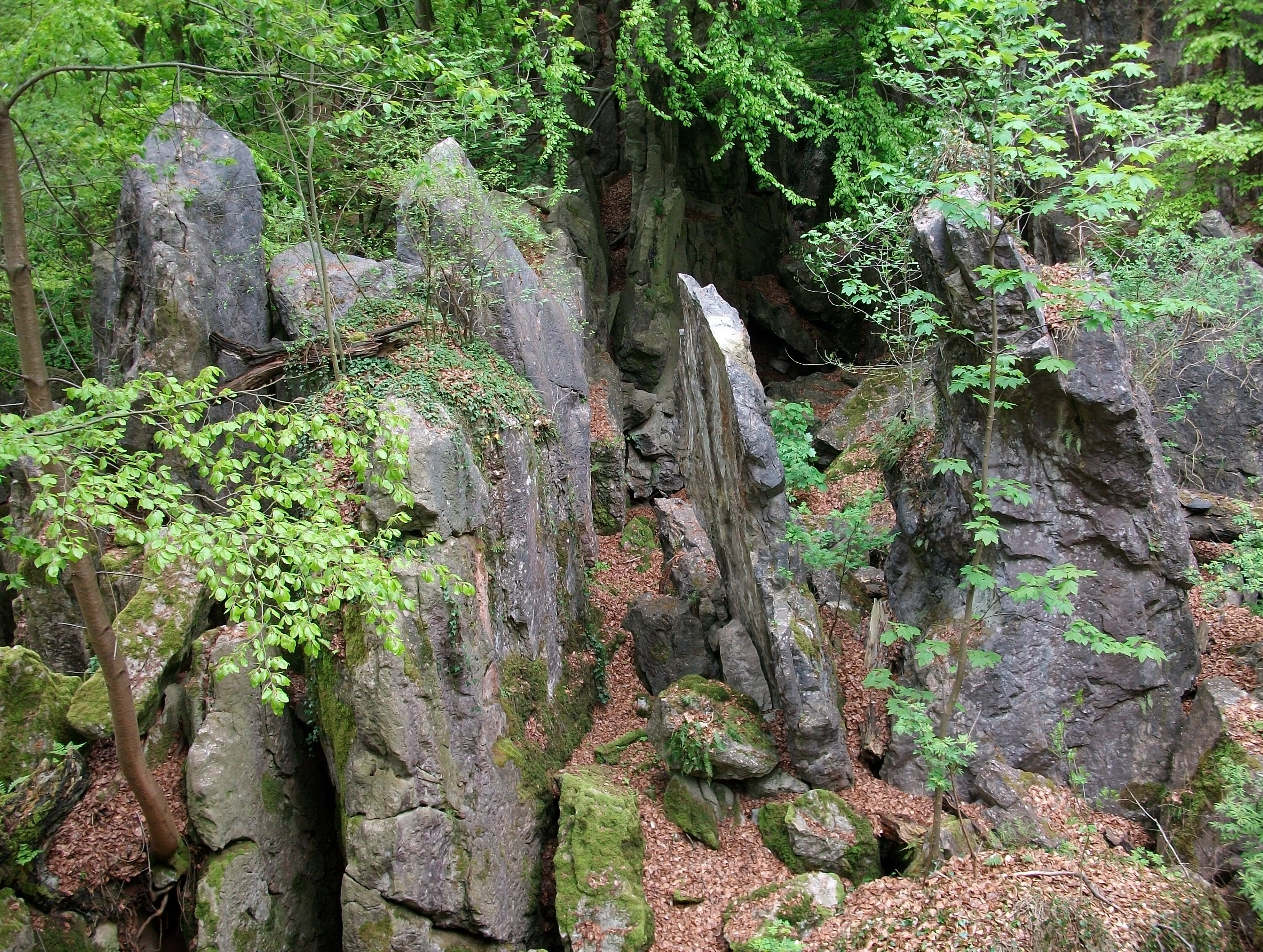
Felsenmeer Hemer
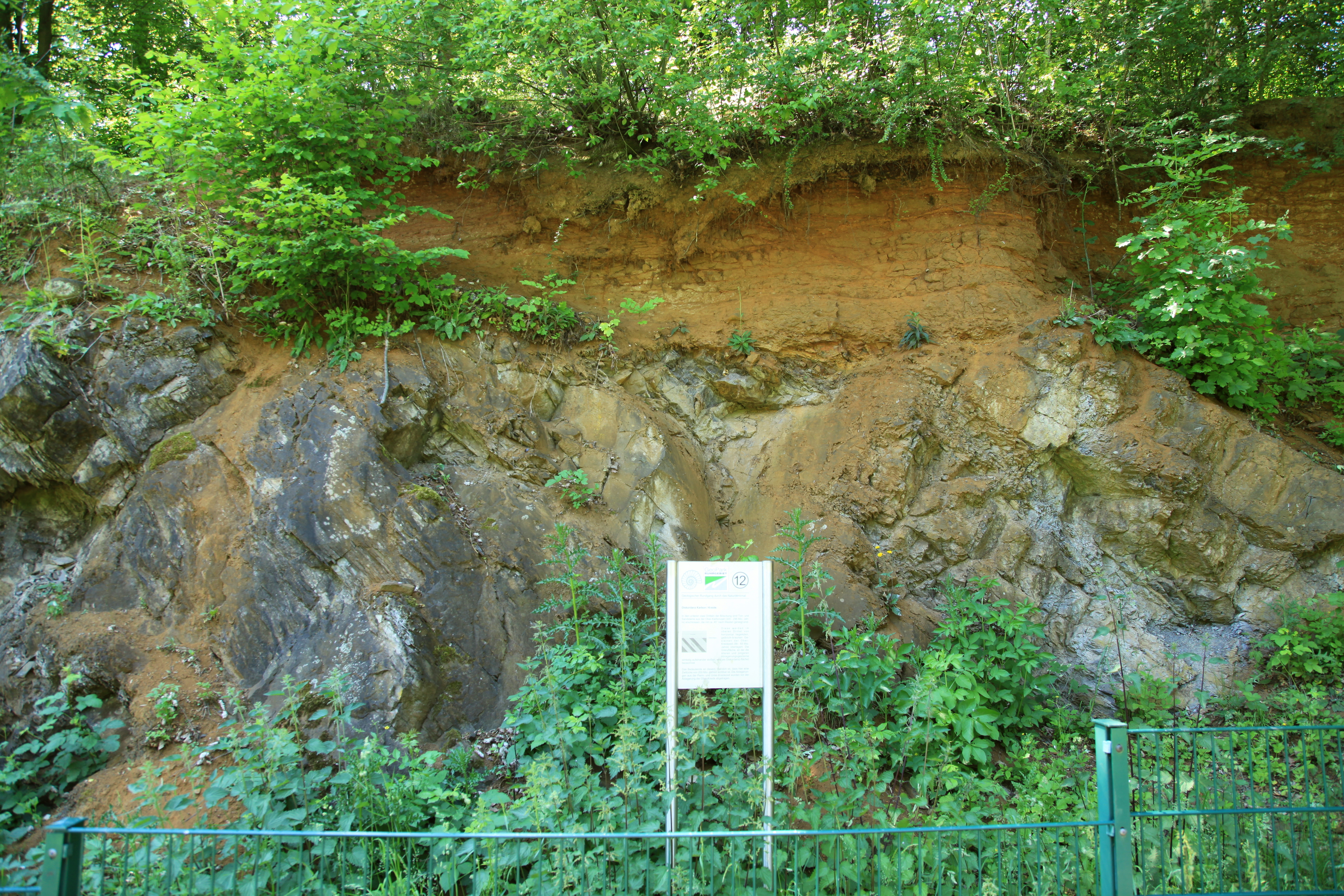
Geologischer Garten Bochum
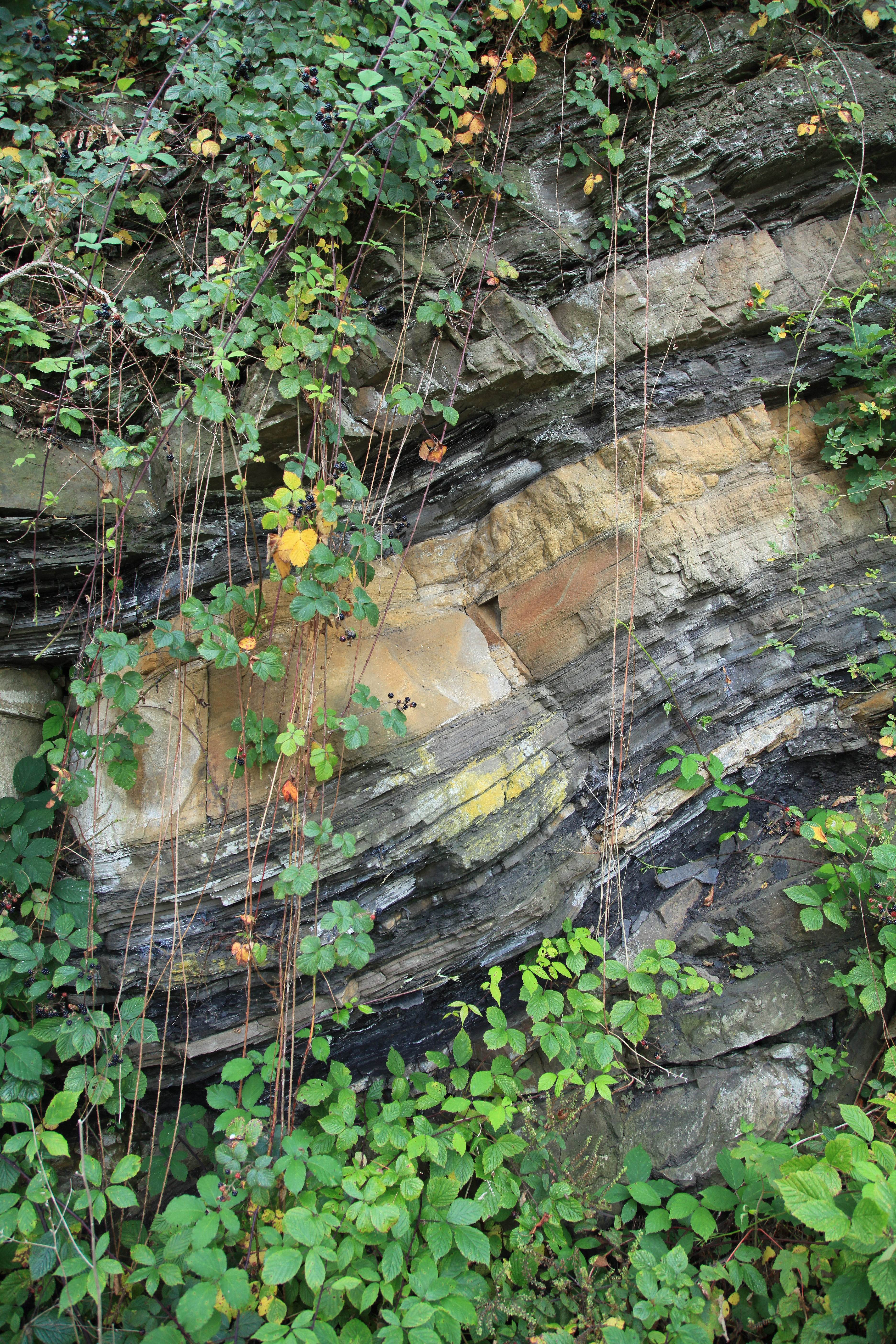
Geologischer Aufschluss im Schiffswinkel (Herdecke)

## Die Bedeutung der Rohstoffe für die Entwicklung der Region

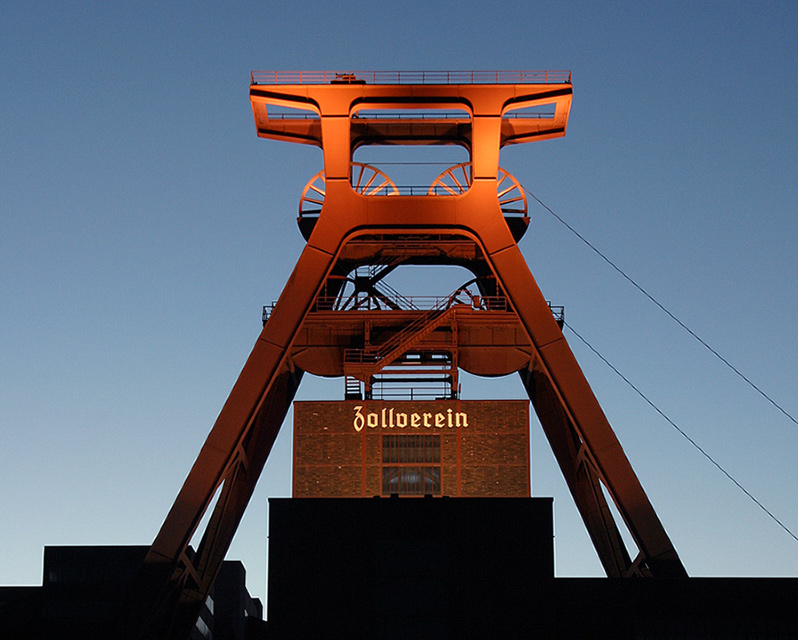
Zeche Zollverein

Besonders die Bedeutung der natürlich vorkommenden Bodenschätze für die Entwicklung der Region spielte bei der Anerkennung des GeoParks Ruhrgebiet eine zentrale Rolle. Gibt es doch kaum eine Region in Deutschland, in der die Abhängigkeit der wirtschaftlichen und kulturellen Entwicklung von den Rohstoff-Lagerstätten so klar zu erkennen ist wie im Ruhrgebiet. Letztlich verdankt die heutige Metropolregion Ruhr ihre Existenz in erster Linie dem Steinkohlenbergbau, aber auch dem Vorkommen anderer wichtiger Rohstoffe wie Erze, Salz, Erden- und Steine-Mineralien.

## Geologie
Die Geologie des Ruhrgebietes beschränkt sich nicht nur auf das flözführende Karbon: Hervorragende Aufschlüsse lassen die Erdgeschichte vom Devon bis zum Perm und von der Kreidezeit bis heute anschaulich werden. Es gibt zahlreiche gute geologische Aufschlüsse, die dem Besucher Einblick in den Aufbau des Untergrundes geben. Das Geotopkataster Nordrhein-Westfalen verzeichnet für das Ruhrgebiet rund 400 Objekte, etwa 70 bis 100 davon können als bedeutend oder wertvoll eingestuft werden, einige der Aufschlüsse (z. B. der ehemalige Steinbruch in Hagen-Vorhalle mit seinen einzigartigen Funden karbonzeitlicher Insekten) sind Geotope von europäischem Rang. Die bereits erschienenen geologischen Exkursionsführer weisen den Weg zu vielen dieser Aufschlüsse und werden fortlaufend aktualisiert. Darüber hinaus existiert eine Übersichtskarte mit den wichtigsten Geotopen.

## Geopark-Informationszentren

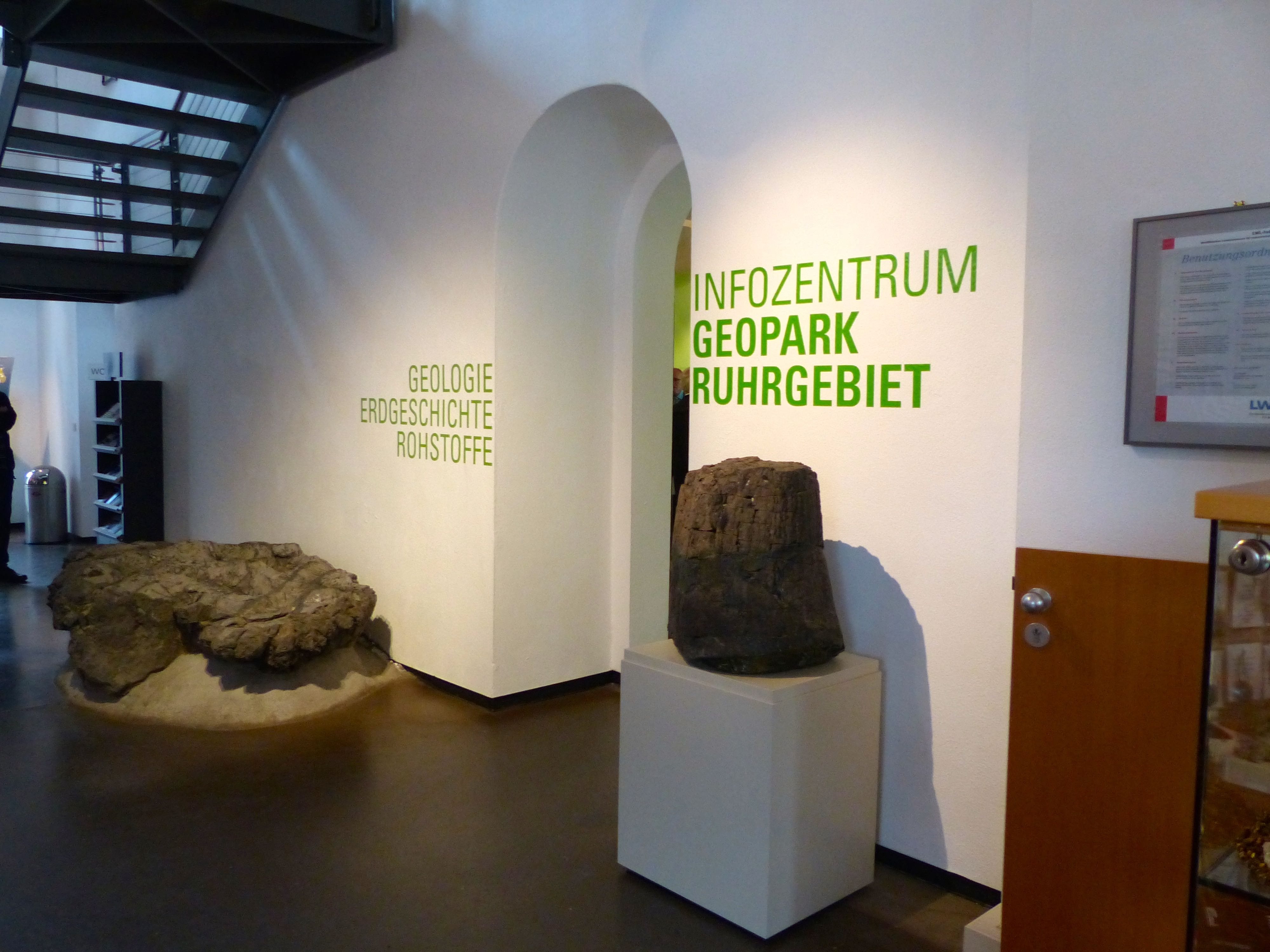
Geoparkinformationszentrum

Im Oktober 2014 wurde in den Räumen des LWL-Industriemuseums Zeche Nachtigall ein Geopark-Informationszentrum eröffnet, das über die Geologie, die Rohstoffe im Ruhrgebiet und über das Nationales Geotop Muttental informiert.
Ein zweites GeoPark-Informationsszentrum mit dem Schwerpunkt Höhle und Karst eröffnete im Dezember 2015 in Ennepetal in unmittelbarer Nähe zur Kluterthöhle. In der Planung befindet sich ein drittes Zentrum, das nach einem Umbau im LVR-Niederrheinmuseum in Wesel eingerichtet werden soll.

## Kooperationen des GeoParks
Heute bildet der GeoPark ein Netzwerk von rund 150 Mitgliedern, dem neben Stadtverwaltungen, Hochschulen, Museen, Naturschutzorganisationen und bergbaugeschichtlichen Vereinen sowie aktuellen Rohstoffbetrieben auch zahlreiche Einzelpersonen angehören. Die erfolgreiche Umsetzung aller bisherigen Projekte des GeoParks Ruhrgebiet konnte nur mit Hilfe des großen Interesses und Engagements seiner Mitglieder erreicht werden.